# Carmen Rodríguez (judoka)
Carmen Rodríguez es una deportista venezolana que compitió en judo. Ganó una medalla de plata en el Campeonato Panamericano de Judo de 1988 en la categoría de –52 kg.

## Palmarés internacional
| Campeonato Panamericano | Campeonato Panamericano  | Campeonato Panamericano | Campeonato Panamericano |
| Año                     | Lugar                    | Medalla                 | Categoría               |
| ----------------------- | ------------------------ | ----------------------- | ----------------------- |
| 1988                    | Buenos Aires (Argentina) | Medalla de plata        | –52 kg                  |